# Tova Ben Zvi
Tova Ben Zvi (Łódź, 1928) is een Israëlische zangeres, muziekpedagoog en activist voor de verzoening van christenen en joden. Ze overleefde de Holocaust.

## Biografie
Ben Zvi werd geboren in Łódź in een chassidisch joods gezin. Haar vader was chazan en componist van de synagoge van Góra Kalwaria, Hersz Henoch Szczekacz.
Tijdens de Tweede Wereldoorlog woonde ze aanvankelijk met haar ouders en jongere broertje in het getto. Het getto was een soort werkkamp, waar ook de kinderen moesten werken. In 1942 stierf haar moeder aan dysenterie. Ben Zvi las veel en werd lid van de organisatie Hanoar Hacjoni (Zionistische jeugd), die wat afleiding bood. Toen het getto in 1944 werd vernietigd, werd ze, gescheiden van haar vader en broer, naar Auschwitz gestuurd. Ze had het geluk te worden geselecteerd voor een werkkamp in het nabijgelegen Guben, waar vliegtuigonderdelen werden gemaakt.
In januari 1945 was het Russische leger in aantocht; de kampen werden ontruimd en de gevangenen gedwongen op dodenmars te gaan. Ben Zvi wist te ontsnappen maar werd verraden. Uiteindelijk kwam ze in Bergen-Belsen terecht. Later zou ze erachter komen dat zij het enige lid van haar familie was die de Holocaust had overleefd.
Na de Tweede Wereldoorlog leerde ze Hebreeuws en vestigde zich in Israël, waar ze afstudeerde in de literatuur aan de Universiteit van Jeruzalem. Tegelijk studeerde ze muziek en zang aan het conservatorium en ze werd een bekende zangeres. Zij zong volksmuziek in het Jiddisch en veel van haar liedjes gaan over verzoening. Vanaf 1959 gaf ze concerten over de hele wereld, waarbij zij traditionele Joodse liederen uitvoerde in het Hebreeuws, het Jiddisch, het Pools en het Esperanto. In Nederland trad zij in de zestiger jaren onder meer op bij Cobi Schreijer in de Waag in Haarlem, en in juni 1967 was zij te zien in het tv-programma Pick up van de NCRV. Haar eerste album kwam uit in 1959; in totaal nam ze achttien cd's op in Israël, Engeland, Nederland, Denemarken, New York en Argentinië.
Op uitnodiging van de geestelijkheid trad Ben Zvi vaak op in katholieke kerken die psalmen in het Hebreeuws uitvoeren. Zij sprak over haar ervaringen op talloze fora en bijeenkomsten met jongeren, onder meer in Japan. Voor de Pools-Israëlische vriendschapsorganisatie bracht zij vele bezoeken aan Polen, en in 1999 werd zij door de Poolse Raad van Christenen en Joden onderscheiden met de titel Człowiek Pojednania (Persoon van verzoening).
In 2009 werd Świat Tovy (Tova's World) uitgebracht, een Poolse documentaire over haar leven. De dertig minuten durende film werd geregisseerd door Michał Bukojemski. In 2013 verscheen haar autobiografie  De Hartslag.

## Discografie

### Lp's
- Favourite Jewish Folk Songs, 1961 (zes versies)
- Songs from Israel, 1967 (twee versies)
- Shabbat Songs, 1973
- With a Folksong Around the World, jaar onbekend
- Holiday and Festival Songs, jaar onbekend

### Cassette
- Songs of Ghetto Lodz, jaar onbekend

### Cd's
- ... And We Shall Remember (1997)

### Ep's
- Songs of Israel, 1960
- Tova Ben-Tsvi, Jørgen Nielsen, Serenade Singers - Songs from Israel (jaar onbekend)
- Tova Ben-Tsvi Zingt Israëlische Liederen, jaar onbekend[12]